# Militärischer Frauendienst

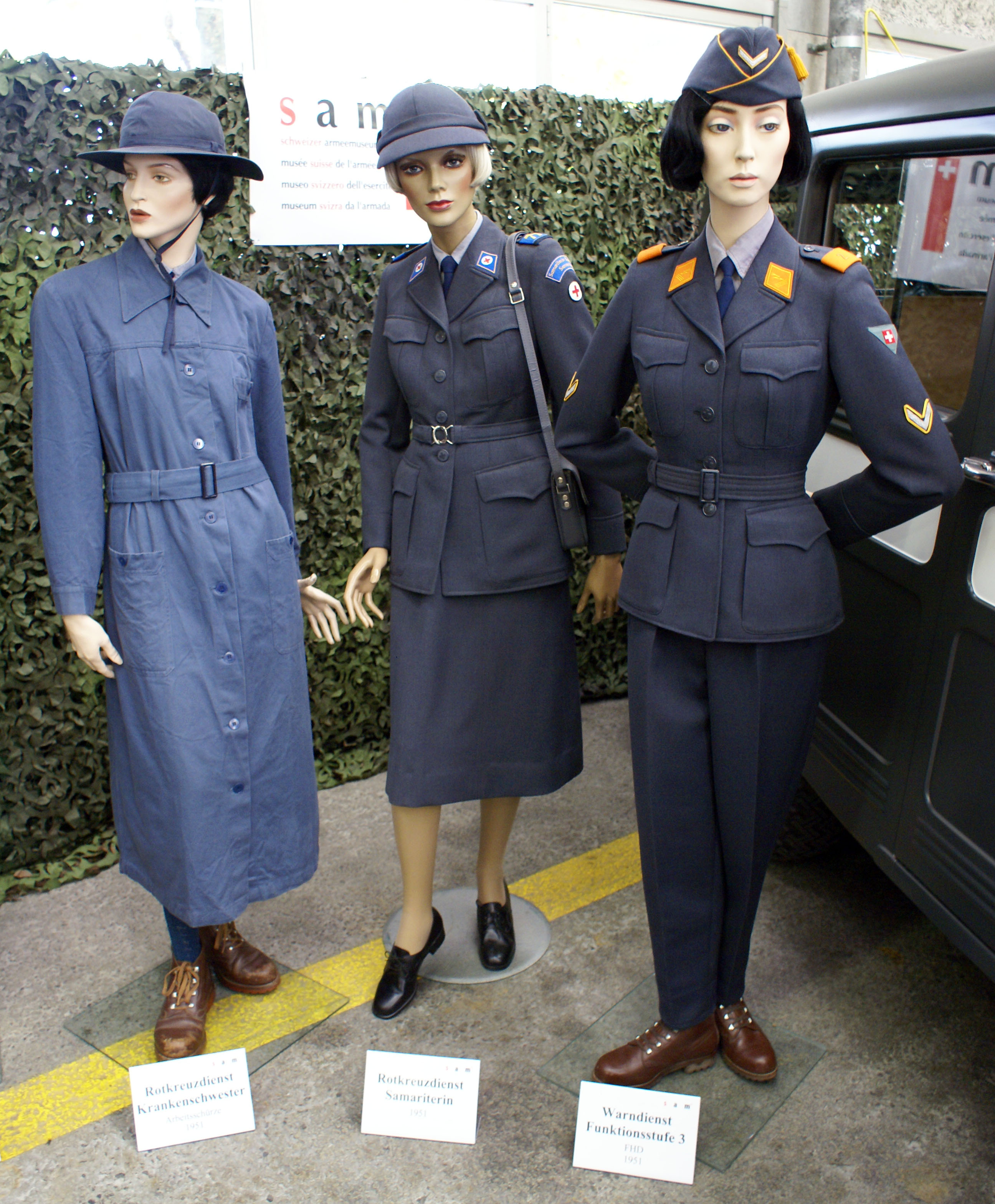
Uniformen des Frauenhilfsdienstes, 1951

Der Militärische Frauendienst MFD (früher: Frauenhilfsdienst FHD, heute: Dienststelle Frauen in der Armee FDA) war eine Organisationseinheit der Schweizer Armee für weibliche Militärdienstleistende. Er existierte von 1939 bis 2005.

## Vorgeschichte
Der Schweizerische Frauenbund und der Bund Schweizerischer Frauenorganisationen standen Anfang des 20. Jahrhunderts für die Schaffung eines obligatorischen Frauendienstes für die Landesverteidigung ein. Da ein solches Obligatorium der Tradition widersprochen hätte, wurde es nie eingeführt. Ab dem Jahre 1903 hatten weibliche Personen gemäss Gesetz die Möglichkeit, sich für das Rote Kreuz zu engagieren.

## Erster Weltkrieg und Zwischenkriegszeit
In den Jahren des Ersten Weltkrieges (1914–1918) arbeiteten diese in Soldatenstuben, im Rotkreuzdienst und nach dem Ausbruch der Spanischen Grippe im Jahr 1918 auch in Militärspitälern. Der Bundesbeschluss über den passiven Luftschutz aus dem Jahre 1934 stellte die Grundlage für das Mitwirken der Frauen in den immer noch zivilen Organisationen dar. Die Frauenvereine in der Schweiz motivierten 1939 beim Ausbruch des Zweiten Weltkrieges ihre Mitglieder zur Teilnahme an den Hilfsdiensten der Armee. Im gleichen Jahr wurde durch eine Verordnung des Bundesrats der Frauenhilfsdienst (FHD) ins Leben gerufen, der in die Zuständigkeit der Kantone fiel, und wurde dem Rotkreuzdienst angegliedert. Der Motorwagendienst des Touring-Clubs Schweiz und des Automobil-Clubs der Schweiz lockte rund eintausend Freiwillige an.

## Zweiter Weltkrieg
Als die Mobilmachung im September 1939 ausgelöst wurde, standen Tausende von Frauen bereit, um sich aktiv am Dienst zu beteiligen. Viele Männer und Unternehmer waren aber über diese Situation nicht sehr glücklich, da sie die Frauen als Arbeitskräfte brauchten. Gewisse Frauen wurden durch Kommandanten ohne gesetzliche Grundlage für Sekretariatsarbeiten eingesetzt. Durch die finnische Frauenmilitärorganisation Lotta Svärd beflügelt, wurde das Begehren immer lauter, die Frauenhilfsdienste noch vertiefter in die Armee zu integrieren. Das Militärdepartement gab dem Druck nach und unterstellte am 27. Januar 1940 den FHD dem Territorialdienst der Armee. 
Sechs Tage später, am 2. Februar, veröffentlichte General Henri Guisan die Richtlinien zur Organisation. Der Frauenhilfsdienst enthielt nicht mehr nur die zivile Seite (z. B. Kriegswäscherei, Soldatenfürsorge), sondern es entstand auch eine militärische Seite. Mit dieser hatten die Frauen die Möglichkeit, sich auch in den Bereichen Gesundheit, Verwaltung, Übermittlung, Transport, Fürsorge, Motorwagendienst, Fliegerbeobachtung, Küche, Feldpost und Brieftaubendienst einzubringen. Durch diese Öffnung konnten mehr Männer zu den Kampftruppen eingeteilt werden. Bereits am Ende des Jahres standen über 18'000 Frauen im Einsatz, Ende 1941 23'000 und im Mai 1945 über 17'000. Total wurden während des Krieges 3'695'476 Diensttage durch weibliche Angehörige geleistet, und es standen permanent mindestens 3'000 Frauen gleichzeitig im Einsatz.

## Nachkriegszeit

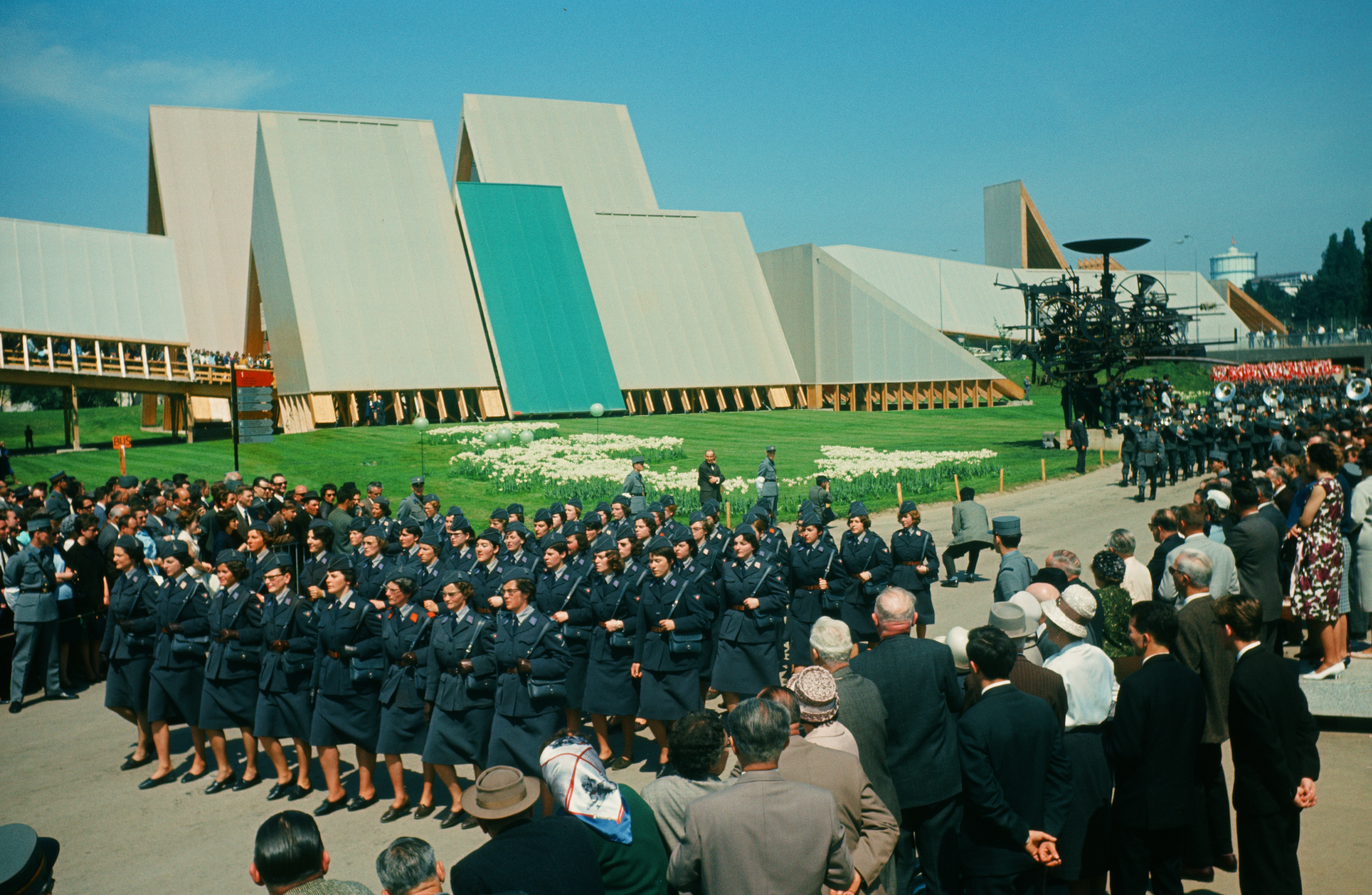
FHD an der Expo 64

Als der Krieg vorbei war, wurde der Frauenhilfsdienst der Gruppe für Generalstabsdienste (GGST) unterstellt und hatte die Möglichkeit, innert Kürze tausende von Frauen zu aktivieren. Der Rotkreuzdienst wurde wieder von der Armee losgelöst. Als Eingeteilte hatte man bei einer Heirat und Geburt oder nach 90 Diensttagen die Möglichkeit, die Entlassung zu beantragen und sich ab dem Jahre 1962 in die Reserve einteilen zu lassen.
Mit der Aufnahme der Gleichstellung der Geschlechter in die Bundesverfassung im Jahre 1981 sowie mit gewissen Armeereformen wurden einige Veränderungen für den FHD spürbar. So wurde 1986 der Frauenhilfsdienst in den Militärischen Frauendienst MFD umbenannt, und dieser wurde dem Bereich Ausbildung angeschlossen. Neu wurden auch die identischen Dienstgrade eingeführt.
Das Thema der Bewaffnung der Frauen wurde nur sporadisch aufgegriffen, und erst 1991 folgte der erste Schritt mit der freiwilligen Bewaffnung (Pistole 75) zum Selbstschutz. Mit der Armee 95 wurde der MFD durch die Dienststelle Frauen in der Armee (FDA) ersetzt und dafür direkt dem Armeechef unterstellt. Ebenfalls ab 1995 erfolgten gleiche Dienste, gemischte Schulen und Einheiten. Die Gleichberechtigung hatte damit zur Auflösung des MFD geführt.

## Armee XXI
Mit der Armeereform XXI wurde der Zugang der Frauen zu allen Funktionen geöffnet. Die gleiche Dienstdauer und Ausbildung erlaubte dieselbe persönliche Bewaffnung wie der Männer sowie die Beteiligung an Auslandeinsätzen mit der Swisscoy. Als wichtiger Unterschied verblieb, dass die Frauen weiterhin freiwillig Militärdienst leisten und somit für sie die allgemeine Wehrpflicht auch im Verteidigungsfall nicht gilt.

## Anzahl Frauen in der Armee
| Jahr | Dienstleistende |
| ---- | --------------- |
| 1975 | 1'450           |
| 1980 | 2'100           |
| 1989 | 2'600           |
| 1999 | 1'265           |
| 2010 | 920             |
| 2016 | 1'117           |
| 2017 | 1'152           |
| 2019 | 1'348           |

## Vorsteherinnen und Vorsteher

Andrée Weitzel (1956)

| Jahr      | Name                   | Organisation |
| --------- | ---------------------- | ------------ |
| 1939–1941 | Else Züblin-Spiller    | FHD          |
| bis 1946  | Oberst Ernst Vaterlaus | FHD          |
| 1946–1951 | Hedwig Schudel         | FHD          |
| 1953–1976 | Andrée Weitzel         | FHD          |
| 1977–1988 | Johanna Hurni          | MFD          |
| 1989–1998 | Eugénie Pollak         | MFD          |
| 1998–2005 | Doris Portmann         | MFD          |